# Robert F. Boyle
Robert F. Boyle (Los Angeles, Califòrnia, 10 d'octubre de 1909 − Los Angeles, 1 d'agost de 2010) a l'edat de cent anys, va ser director artístic i dissenyador de producció estatunidenc. Va rebre l'Oscar honorífic en l'edició de 2007.

## Biografia
Nascut a Los Angeles, Boyle era arquitecte, diplomat en la Universitat del Sud de Califòrnia (USC). Quan perd la feina durant la Gran depressió, Boyle troba feina com a figurant a la indústria cinematogràfica. El 1933, és contractat com a dibuixant al departament d'art de la Paramount Pictures, supervisat pel director artístic Hans Dreier. Treballa sobre una varietat d'imatges com a croqueur, dibuixant i ajudant de director artístic, abans de convertir-se en director artístic als Estudis Universal a començament dels anys 40.
Boyle va col·laborar diverses vegades amb Alfred Hitchcock, primer de tot com a director artístic associat a Saboteur (1942), i decorador a Perseguit per la mort (1959), Els ocells (1963) i Marnie (1964).

## Premis i nominacions

### Premis
- 2008. Oscar honorífic en reconeixement d'un dels grans directors artístics del cinema.

### Nominacions
- 1960. Oscar a la millor direcció artística per Perseguit per la mort
- 1970. Oscar a la millor direcció artística per Gaily, Gaily
- 1973. Emmy a la millor direcció artística o disseny escènic per The Red Pony
- 1972. Oscar a la millor direcció artística per El violinista a la teulada
- 1977. Oscar a la millor direcció artística per The Shootist